# Fay Wray
Fay Wray (właśc. Vina Fay Wray; ur. 15 września 1907 w Cardston, zm. 8 sierpnia 2004 w Nowym Jorku) – kanadyjsko-amerykańska aktorka filmowa i telewizyjna. 
Urodziła się w Cardston w prowincji Alberta w Kanadzie, w wielodzietnej rodzinie. Gdy miała 3 lata, rodzina jej przeniosła się do Stanów Zjednoczonych. Zagrała w ponad 100 filmach. Największą sławę przyniosła jej rola Ann Darrow w przygodowym horrorze King Kong (1933, reż. Merian C. Cooper, Ernest B. Schoedsack). Zmarła śmiercią naturalną w 2004 w Nowym Jorku.

## Wybrana filmografia
- 1925: Ben-Hur
- 1933: Gabinet figur woskowych